# آيت علي أو محمد (كتاوة)
آيت علي أو محمد هي إحدى مشيخات المملكة المغربية، تتبع جغرافيا لإقليم زاكورة وإداريًا لكتاوة. يقدر عدد سكانها بـ 5555 نسمة حسب الإحصاء الرسمي للسكان والسكنى لسنة 2004.